# Ранчо де лас Флорес, Лас Игерас (Комапа)
Ранчо де лас Флорес, Лас Игерас (шп. Rancho de las Flores, Las Higueras) насеље је у Мексику у савезној држави Веракруз у општини Комапа. Насеље се налази на надморској висини од 620 м.

## Становништво
Према подацима из 2005. године у насељу је живело 8 становника.

### Хронологија
| Година       | 2000       | 2005 |
| ------------ | ---------- | ---- |
| Становништво | 15 (6 / 9) | 8    |

### Попис
| # | Индикатор                        | Вредност |
| - | -------------------------------- | -------- |
| 1 | Укупно појединачних домаћинстава | 1        |